# Operacja Haszmed
Operacja Haszmed (hebr. מבצע השמד, Miwca Haszmed; tłum. Operacja Zniszczenie) – żydowska operacja wojskowa przeprowadzona podczas wojny domowej w Mandacie Palestyny w dniu 30 marca 1948 roku przez organizację paramilitarną Hagana przeciwko arabskim liniom komunikacyjnym pomiędzy wsiami Jibna a Isdud na równinie nadmorskiej. Operacja zakończyła się niepowodzeniem sił żydowskich.

## Tło wydarzeń
W poszukiwaniu narastającego konfliktu izraelsko-arabskiego, w dniu 29 listopada 1947 roku została przyjęta Rezolucja Zgromadzenia Ogólnego ONZ nr 181 w sprawie podziału Palestyny na dwa państwa: arabskie i żydowskie. Społeczność żydowska zaakceptowała rezolucję ONZ, jednak Arabowie ją odrzucili rozpoczynając następnego dnia wojnę domową w Mandacie Palestyny. Pierwsza faza wojny przybrała wygląd wojny o drogi, którą Arabowie zaczęli stopniowo wygrywać. W rezultacie nastąpił prawie całkowity paraliż żydowskich linii komunikacyjnych, a szereg kibuców było całkowicie izolowanych od pozostałej części społeczności żydowskiej w Palestynie. 27 marca 1948 roku został rozbity konwój Jechi’am jadący z zaopatrzeniem do kibucu Jechi’am. W zasadzce zginęło 46 Żydów. Klęska tego konwoju była największą dotychczasową porażką żydowską w tej wojnie. Tego samego dnia został rozbity konwój jadący do bloku żydowskich osiedli Gusz Ecjon (konwój Nebi Daniel). W ciągu jednego dnia żydowska organizacja paramilitarna Hagana poniosła dwie dotkliwe porażki, odnosząc przy tym bardzo duże straty. Dowództwo Haganay zrozumiało wówczas, że pilnie potrzebuje jakiegoś sukcesu, który by odbudował osłabione morale żołnierzy.
W tym czasie, w południowej części kraju działania obronne prowadziła żydowska Brygada Giwati. Jej 53 Batalion zajmował pozycje w rejonie kibucu Giwat Brenner. W dniu 29 marca 1948 roku kompania C zdobyła informację od swoich dwóch placówek obserwacyjnych, że rankiem następnego dnia dowódca Armii Świętej Wojny Hasan Salama będzie przejeżdżał drogą pomiędzy arabskimi wsiami Jibna a Isdud na równinie nadmorskiej. Natychmiast podjęto decyzję o przeprowadzeniu operacji, którą nazwano Haszmed, co oznacza na język polski zniszczenie. Celem operacji miało być przygotowanie zasadzki na Hasana Salama i jego zabicie. Równocześnie miano sparaliżować arabską komunikację i zadać jak największe straty stacjonującym w okolicy siłom Arabskiej Armii Wyzwoleńczej.

## Przebieg operacji
Operacja rozpoczęła się w nocy z 29 na 30 marca 1948 roku. O godz. 2:00 w nocy żołnierze żydowscy opuścili kibuc Kewucat Jawne. Pogoda była pochmurna i deszczowa. Pod osłoną nocy ominięto od zachodu arabską wieś Baszszit. Nie chciano zwracać na siebie uwagi, gdyż we wsi tej stacjonowali wyszkoleni w Iraku arabscy ochotnicy. Wkrótce potem kompania B dotarła na miejsce zasadzki na drodze przybrzeżnej. Saperzy bardzo szybko podłożyli ładunki wybuchowe, podciągając przewody do zapalnika elektrycznego znajdującego się w bezpiecznym ukryciu. W tym samym czasie, kompanie D i E zajęły pozycje na sąsiednich wzgórzach, zgłaszając o godz. 3:30 nad ranem swoją gotowość. Tymczasem kompania C, która jako ostatnia opuściła kibuc Kewucat Jawne, zabłądziła w ciemnościach nocy. Dopiero o świcie zorientowali się, że zajęli pozycje ogniowe na wzgórzu odległym o 500 metrów od właściwego miejsca zasadzki. Pośpiesznie przegrupowali się i okopali na właściwym miejscu. Ruch ten został wykonany już za światła dziennego i wystawił całą operację na ryzyko wykrycia przez przeciwnika, co wyeliminowało by czynnik zaskoczenia. I rzeczywiście tak się stało. O godz. 5:30 grupa arabskich pasterzy natknęła się na kompanię C. Żołnierze wstrzymali się z otwarciem ognia, a pasterze pośpiesznie oddalili się w kierunku wioski Isdud. Pomimo wykrycia przez przeciwnika, dowódca kompanii C nadal pozostał na swoim miejscu, licząc, że zasadzka odniesie sukces.
Tymczasem Arabowie ogłosili alarm i wstrzymali ruch na zagrożonej drodze. O godz. 6:30 dowódca żydowskiego batalionu zdecydował, że nie będą dłużej czekać. Rozkazał więc wysadzić sąsiednią instalację wodociągową oraz otworzyć ogień do pobliskiego obozu arabskich pracowników kolei. Próba zdetonowania ładunków wybuchowych zakończyła się jednak niepowodzeniem, gdyż saper zapomniał wziąć odpowiednią baterię elektryczną. Tymczasem odgłosy strzałów zaalarmowały wszystkie siły arabskie w okolicy. Od strony wioski Jibna nadciągnęło około 50 arabskich ochotników - ważne było to, że nie byli to żołnierze Arabskiej Armii Wyzwoleńczej, tylko lokalne siły arabskiej samoobrony. Działali oni spontanicznie, nie czekając na rozkazy swojego dowództwa wojskowego. Arabowie nierozsądnie zbliżyli się do pozycji żydowskich, i znaleźli się pod ogniem trzech kompanii. W tym samym czasie od strony wioski Isdud nadciągnęła inna grupa arabska, prawdopodobnie zaalarmowana przez pasterzy. Zbliżali się oni ostrożnie, uważając, aby nie wpaść w zasadzkę. Wdali się oni w wymianę ognia z kompaniami C i D. Ostrzał moździerza zmusił ich do odwrotu. Arabowie wezwali w tej sytuacji dodatkowe posiłki, czekając na przybycie jednostek Arabskiej Armii Wyzwoleńczej. W międzyczasie żydowscy żołnierze przeprowadzili kilka zmian stanowisk karabinów maszynowych, uniemożliwiając przeciwnikowi dokonanie manewrów okrążających. Wydawało się, że udało się udaremnić plany wroga, i wśród żydowskich żołnierzy panował dobry nastrój. Ale bardzo szybko zaczęli odczuwać oni braki w amunicji. Równocześnie zaczął padać ulewny deszcz, ograniczając widoczność i zmieniając drogi w błoto. Sytuację tę wykorzystali Arabowie, którzy zbliżyli się na bliską odległość do stanowisk obronnych. Obrońcy usiłowali komunikować się ze sobą za pomocą flag sygnalizacyjnych, jednak deszcz uniemożliwił komunikację. W międzyczasie Arabowie zdołali okrążyć pozycje żydowskie, a sytuacja obrońców przeobraziła się w rozpaczliwą obronę. O godz. 7:30 Żydzi rozpoczęli odwrót, torując sobie drogę granatami. Tymczasem na drodze pojawiły się dwa opancerzone samochody ciężarowe, których kierowcy przestraszyli się - opuścili oni kabiny pojazdów i uciekli. Sytuację wykorzystali Żydzi, podbiegając do pojazdów i niszcząc strzałami ich silniki (później żołnierzom tym udzielono upomnień, że nie wykorzystali okazji wzbogacenia własnych sił opancerzonymi ciężarówkami). Operację wycofywania zakończono o godz. 8:30, kiedy ostatni żołnierze dotarli do kibucu Kewucat Jawne. Podczas wymiany ognia zginęło 3 żydowskich żołnierzy i 30 arabskich bojowników. Następnego dnia brytyjska policja odnalazła ciała zabitych Żydów i przekazała je stronie żydowskiej (jedno z ciał miało odciętą głowę).

## Reakcje i następstwa
Operacja zakończyła się niepowodzeniem, gdyż nie osiągnięto żadnego z zakładanych wcześniej celów. Ważniejszym jednak był sam fakt poszukiwania przez Haganę nowych sposób prowadzenia działań operacyjnych. Widocznym było, że w operację zaangażowano większe zgrupowanie wojska. Pojawiły się jednak słabe punkty, którymi były brak środków łączności, problemy w dowodzeniu i inne. Wszystko to razem wskazywało na przygotowania do realizacji Planu Dalet.
Po stronie arabskiej pośrednie skutki tej operacji ujawniły się dopiero w połowie kwietnia 1948 roku. Operacja wywarła bardzo silny wpływ na okoliczną ludność arabską, co skomplikowało Arabskiej Armii Wyzwoleńczej proces poboru ochotników wśród miejscowych ludzi.